# Cascadas de Tocoihue

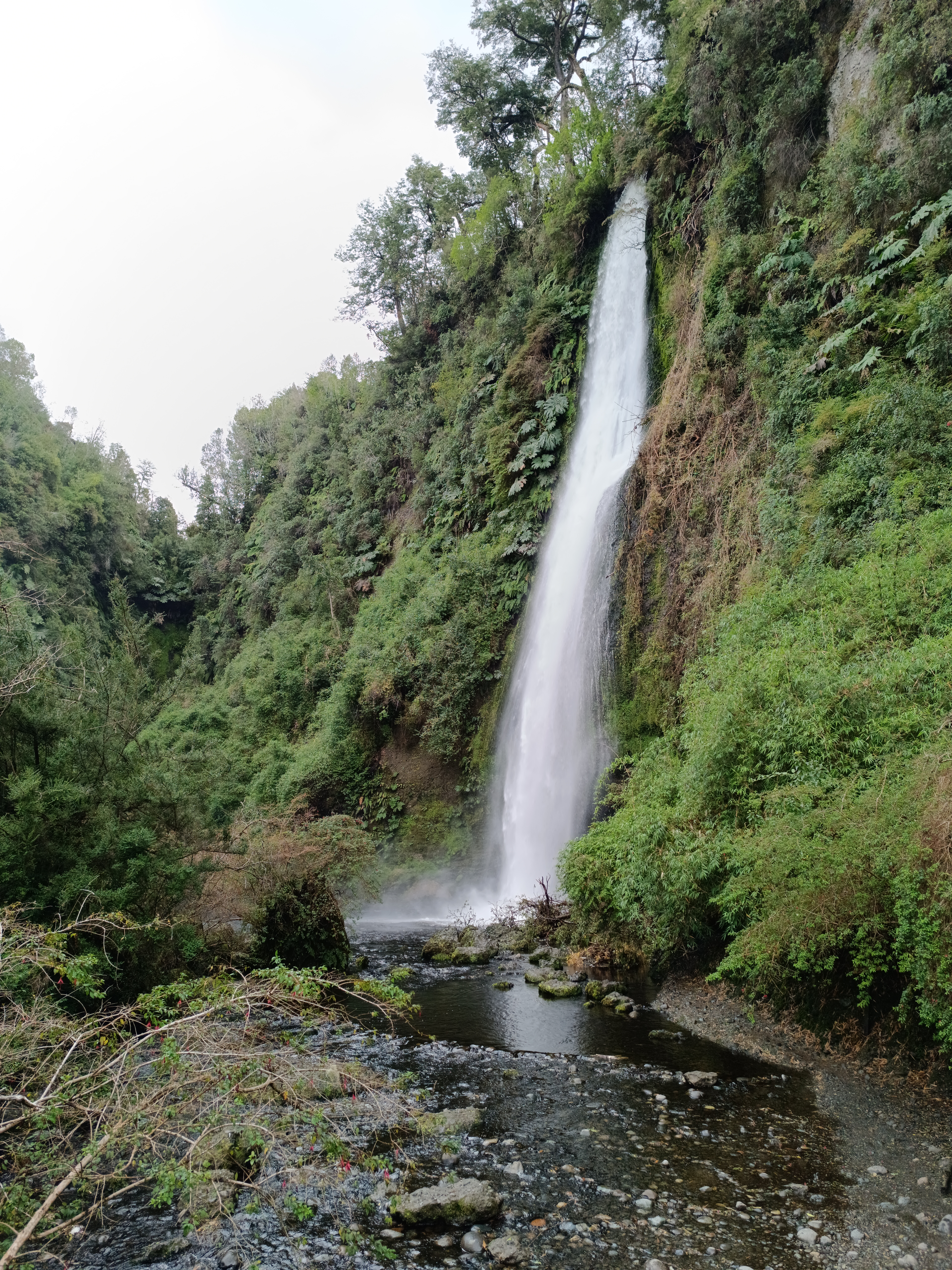
Cascada principal de Tocoihue.

Las cascadas de Tocoihue o cataratas de Tocoihue (< mapudungun tho(g) «tupido» y koiwe «roble») son tres saltos de agua localizadas a 20 km de la ciudad de Dalcahue, en la Isla Grande de Chiloé, en el sur de Chile.
Se forman cuando el río Tocoihue atraviesa un desnivel de unos 60 m de altura, poco antes de llegar al mar. Las aguas caen en una cuenca, una especie de laguna redonda, en donde existen salmones. Se encuentran a unos 40 km al noreste de la ciudad de Castro y a unos 7 km al oeste de Tenaún, en la comuna de Dalcahue. para acceder a las cascadas se debe bajar por un estrecho sendero desde el poblado de Tocoihue en dirección a la playa, a una distancia de 1 km y por estar en dentro de un terreno privado se debe pagar una entrada de $CLP 3000.